# اریک آرنسن
اریک آرنسن (انگلیسی: Eric Arnesen؛ زادهٔ ۳۰ آوریل ۱۹۵۸) تاریخ‌نگار اهل ایالات متحده آمریکا است.
وی همچنین برندهٔ جوایزی همچون برنامه فولبرایت شده‌است.